# Petite rivière Niagarette
La Petite rivière Niagarette est un affluent de la rivière Niagarette, traversant les municipalités de Saint-Thuribe et Saint-Casimir, dans la municipalité régionale de comté (MRC) de Portneuf, dans la région administrative de la Capitale-Nationale, dans la province de Québec, au Canada.
Le cours de la Petite rivière Niagarette descend d'abord sur 3,3 km en zone forestière, puis entièrement en milieu agricole ; ainsi, la foresterie et l'agriculture sont les principales activités économiques de cette petite vallée.
La surface de la Petite rivière Niagarette (sauf les zones de rapides) est généralement gelée de début décembre à fin mars, mais la circulation sécuritaire sur la glace se fait généralement de fin décembre à début mars.

## Géographie
La Petite rivière Niagarette prend sa source à une altitude de 138 m, à la confluence de deux ruisseaux, du côté ouest de "La Montagne" de Saint-Thuribe où un centre de ski est aménagé. Cette source est située en zone forestière à 1,2 km à l'ouest du sommet de "La Montagne", à 5,4 km au sud-ouest du centre du village de Saint-Thuribe, à 5,5 km au sud-est du centre du village de Saint-Ubalde, à 9,0 km au nord-ouest de la confluence de la Petite rivière Niagarette et de la rivière Niagarette[source détournée].
À partir de sa source, le cours de la Petite rivière Niagarette coule sur 12,1 km avec une dénivellation de 106 m. Elle débute par un segment de 3,3 km généralement vers le sud-est du côté ouest de La Montagne jusqu'à la limite entre la zone forestière et la zone agricole. Elle coule ensuite sur 5,9 km vers l'est en zone agricole, jusqu'au pont du chemin de fer. Finalement, elle coule 2,9 km vers l'est en zone agricole en coupant la route 363 (boulevard de la Montagne), en formant un crochet vers le sud, jusqu'à son embouchure[source détournée].
La Petite rivière Niagarette se déverse sur la rive ouest de la rivière Niagarette, soit du côté ouest du centre du village de Saint-Casimir[source détournée].

## Histoire
Deux inondations majeures ont été rapportées dans l'histoire de la rivière Niagarette et de la Petite rivière Niagarette, soit en 1939 et en 1973. Les eaux de la Petite rivière Niagarette ont monté de près de 4 mètres dans la nuit du 5 au 6 septembre 1973, à la suite d'accumulation de pluie de 6 cm.

## Toponymie
Les toponymes Petite rivière Niagarette et rivière Niagarette sont liés.
Le toponyme Petite rivière Niagarette a été officialisé le 17 août 1978 à la Banque des noms de lieux de la Commission de toponymie du Québec.